# Paraprosceles micropterus
Paraprosceles micropterus är en insektsart som beskrevs av Chen, S.C. och Yun He He 2004. Paraprosceles micropterus ingår i släktet Paraprosceles och familjen Diapheromeridae. Inga underarter finns listade i Catalogue of Life.